# Carpologia
La Carpologia è lo studio scientifico dei semi e dei frutti delle spermatofite, sia dal punto di vista morfologico che strutturale, essa quando è applicata ai resti del passato (Paleocarpologia) risulta di fondamentale importanza per discipline come la Paleobotanica, la Paletnobotanica e gli studi Paleoambientali.
| Controllo di autorità | GND (DE) 4163354-4 |